# Спандаран-Перож
Спандаран-Перож, также Спатар-Перож (арм. Սպանդարան-Պերոժ, букв. «место жертвоприношений») — гавар в провинции Пайтакаран Великой Армении.

## Этимология
Согласно Мовсесу Хоренаци, «Спандаран-Перож» в переводе с армянского означает «место жертвоприношений».

## География
Спандаран-Перож находился на юго-востоке Пайтакарана. С севера этот гавар граничил с Аросом, с северо-востока — с Атши-Багаваном, с востока и юго-востока — с Вормизд-Перожем, а с юга — с Атропатеной. Через север Спандаран-Перожа протекала река Аган-рот.